# Reginaldo II de Borgoña
Reginaldo II,  conde palatino de Borgoña y Conde de Mâcon, Vienne, y Oltingen, nacido en 1061, fue el hijo mayor de Guillermo I de Borgoña y Estefanía de Borgoña, era hermano de Esteban I de Borgoña, su sucesor, así como del Papa Calixto II.
Fue sucesor del condado, a los 25 años, tras la muerte de su padre en 1087, ganando también el título de Conde de Mâcon.
De su esposa, la condesa Regina de Oltingen, heredó, entre otros, el título de Conde de Oltingen, fueron los padres de Guillermo II de Borgoña.
En 1097, Reginaldo murió, de 41 años, en la Primera Cruzada y fue sucedido por su hermano, Esteban I de Borgoña, junto con su hijo Guillermo como conde de Borgoña y de Mâcon.
| Predecesor: Guillermo I | Conde de Borgoña 1087-1097 | Sucesor: Esteban I |